# Theta Delphini
Désignations
Theta Delphini (θ Del / θ Delphini) est une étoile simple de la constellation du Dauphin. Cette étoile est une supergéante orange peu lumineuse de type spectral K3Ib. Elle est distante d'environ ∼ 1 930 a.l. (∼ 592 pc) du Soleil et elle se rapproche du système solaire avec une vitesse radiale de −15 km/s.